# Pareuthymia
Pareuthymia is een geslacht van rechtvleugeligen uit de familie veldsprinkhanen (Acrididae). De wetenschappelijke naam van dit geslacht is voor het eerst geldig gepubliceerd in 1930 door Willemse.

## Soorten
Het geslacht Pareuthymia omvat de volgende soorten:
- Pareuthymia brevifrons Stål, 1878
- Pareuthymia fasciata Willemse, 1955
- Pareuthymia fusca Willemse, 1930
- Pareuthymia javana Willemse, 1937
- Pareuthymia maculata Willemse, 1937
- Pareuthymia malaccensis Willemse, 1955
- Pareuthymia mirabilis Willemse, 1930
- Pareuthymia obscura Willemse, 1938